# کوستاینیک
کوستاینیک (به صربی: Kostajnik) یک منطقهٔ مسکونی در صربستان است که در کروپانگ واقع شده‌است.